# 精進の大スギ

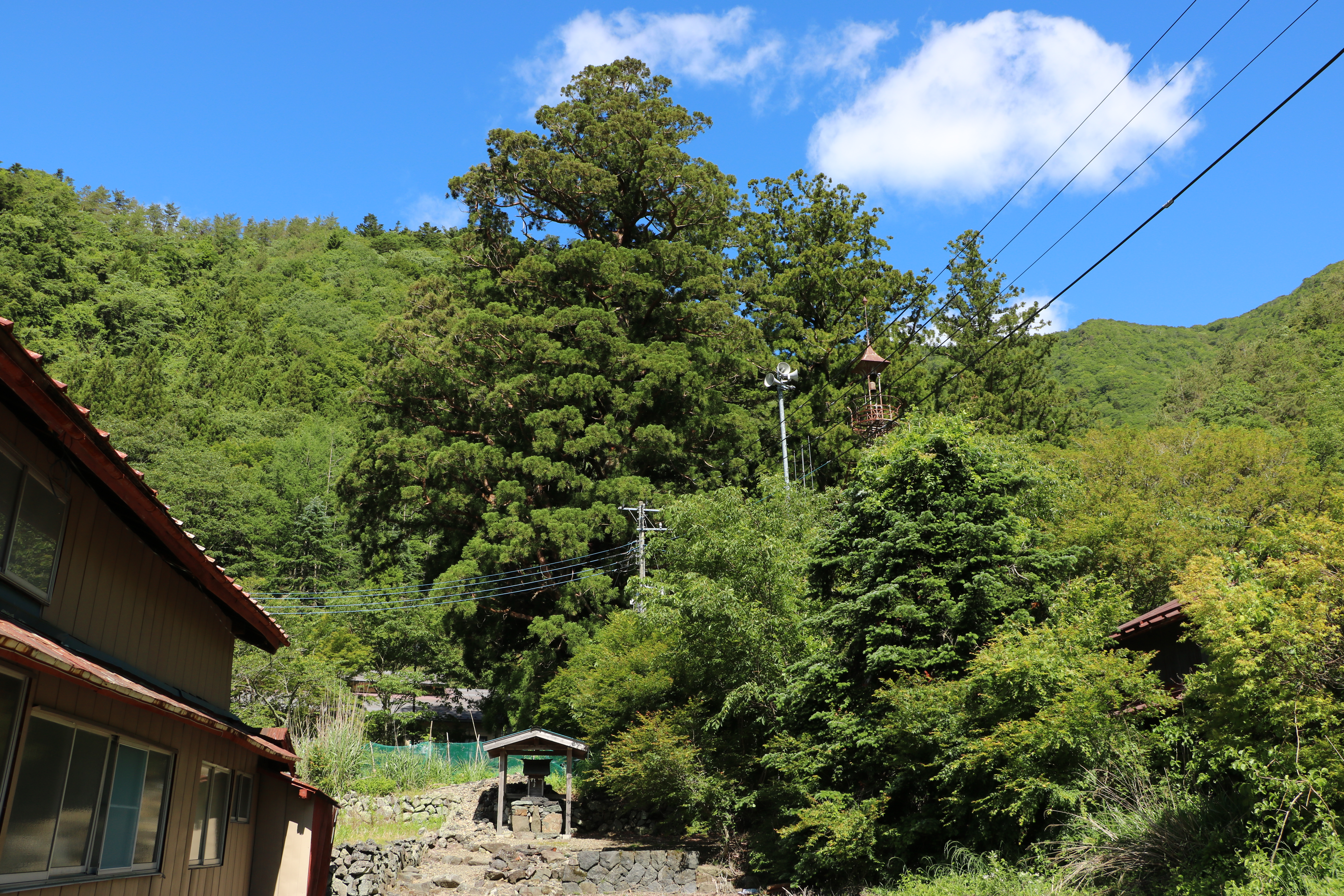
精進の大スギ。2019年6月16日撮影。

精進の大スギ（しょうじのおおスギ）は、山梨県南都留郡富士河口湖町精進にあるスギの巨木。樹齢は1,200年と伝えられており、別名「千年杉」と呼ばれている。
スギの巨木としては山梨県下有数であり、1928年（昭和3年）1月31日に国の天然記念物に指定された。

## 解説

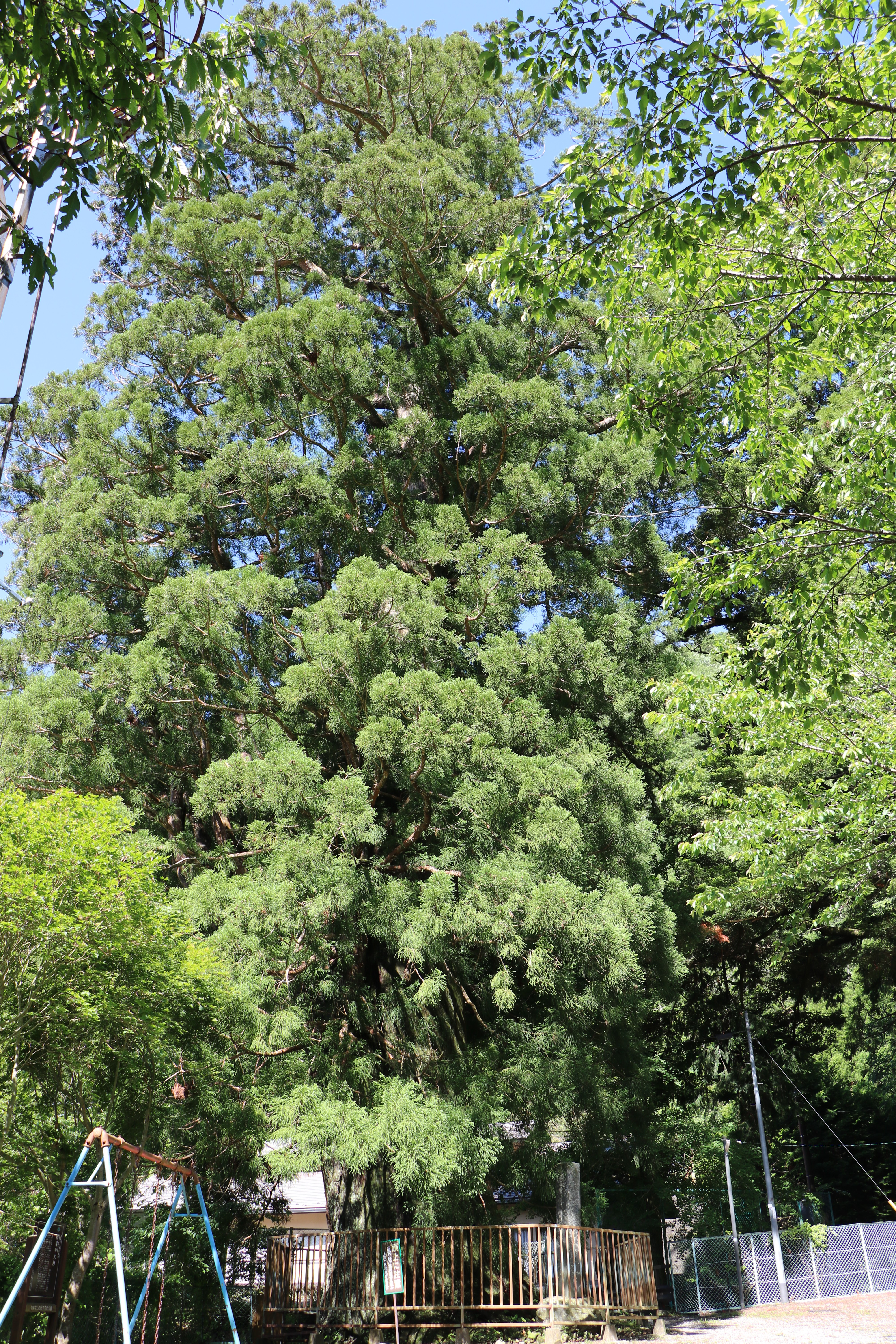
樹高は約40メートル。2019年6月16日撮影。

精進の大スギは山梨県南都留郡富士河口湖町精進に鎮座する諏訪神社のご神木として同社境内に生育している。精進地区は富士五湖のひとつ精進湖北岸に位置しており、甲斐国（山梨県）と駿河国（静岡県）を結ぶ街道のひとつである中道往還の小さな宿場として、古くから人々の往来があった場所である。精進の大スギは精進地区の中央を南北に走る中道往還の西側に鎮座する諏訪神社境内の南側、旧精進小学校入口付近に生育している。
1931年（昭和6年）に発行された『山梨県名木誌』によれば、その当時は根本の北側半分は土中に埋まっており、周囲を約3メートルの石垣で囲われていたというが、山梨県下に大きな被害をもたらした1966年（昭和41年）の台風26号による土石流災害の復旧工事によって周辺に土が盛られ整地された。この盛土によって正確な測定は出来ないものの、根元は南側が北側と比べて約70センチ低くなっている。富士河口湖町文化財審議会が2011年（平成23年）に設置した現地解説板によれば、高いほうの北側の地面に沿って計測した根元の周囲は12.6メートル、樹高は約40メートル、枝張りは東側が7.5メートル、西側が11.3メートル、南側が11.0メートル、北側が8.5メートルと計測されている。
諏訪神社境内には幹囲6.9メートルの「精進諏訪神社の大スギ（富士河口湖町指定天然記念物）」や、幹囲4.6メートルのウラジロモミの巨樹があり、境内一帯にそびえ立つ木々は遠方からもよく見える。1928年（昭和3年）に当時の山梨県教育委員会が編集した『史蹟名勝天然記念物調査報告書第3輯』の中でも「精進部落の一隅に他の数株の大杉とともにそびえ、湖上の渡船中よりも一目の下に望み得た」と述べられており、巨樹として古くから人々に知られる存在であったことがわかる。
山梨県内の杉の木の大きさとしては、南巨摩郡早川町にある山王神社の「湯島の大スギ」が約1,300年前の天平勝宝年間に神社の境内に植えられたとの言い伝えがあり、樹高は高地面上45m、低地面からは50mあり、この杉の木に次いで県内第2位の大きさを誇る。
なお、湯島の大スギは山梨県指定天然記念物である。

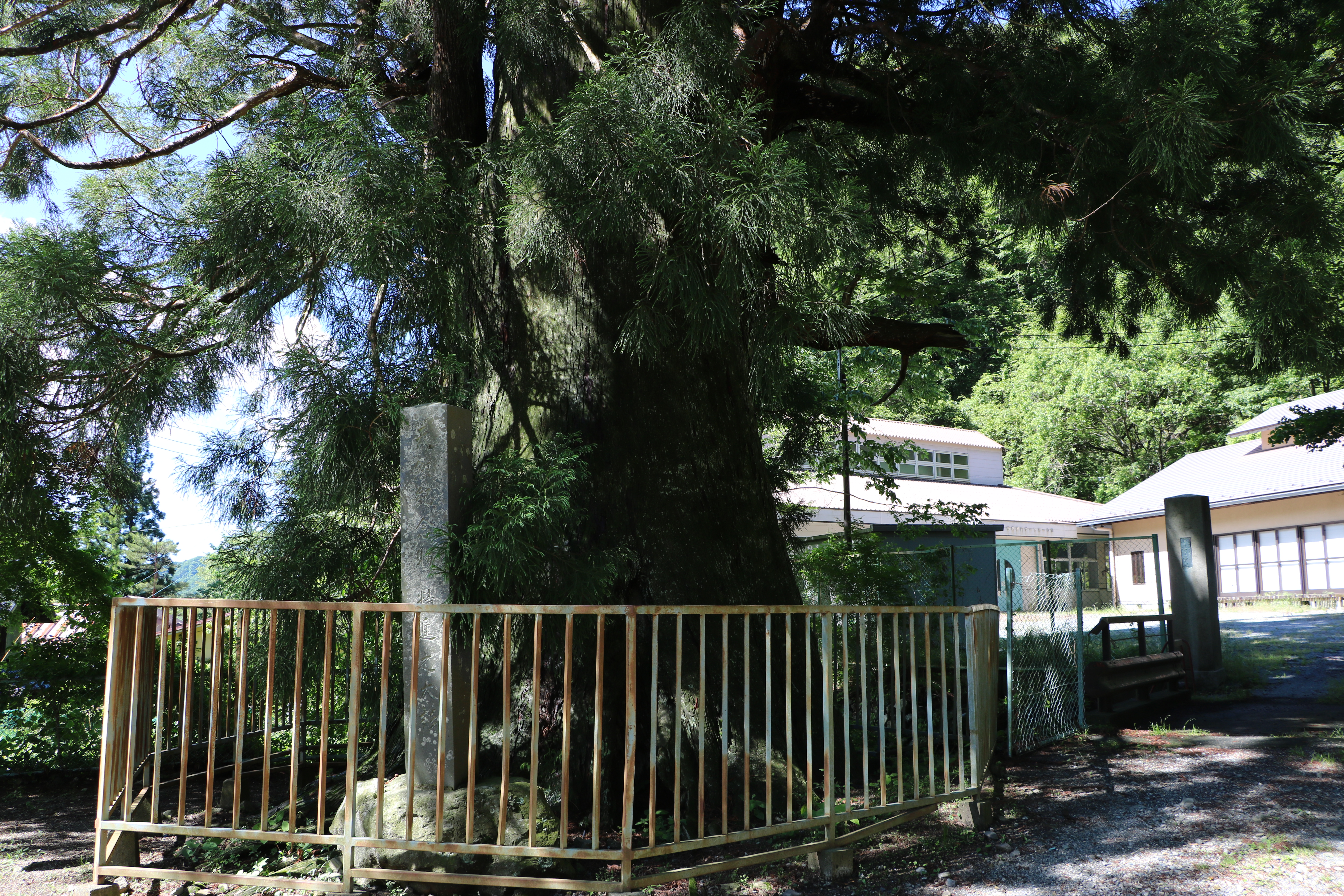
背後は旧精進小学校。
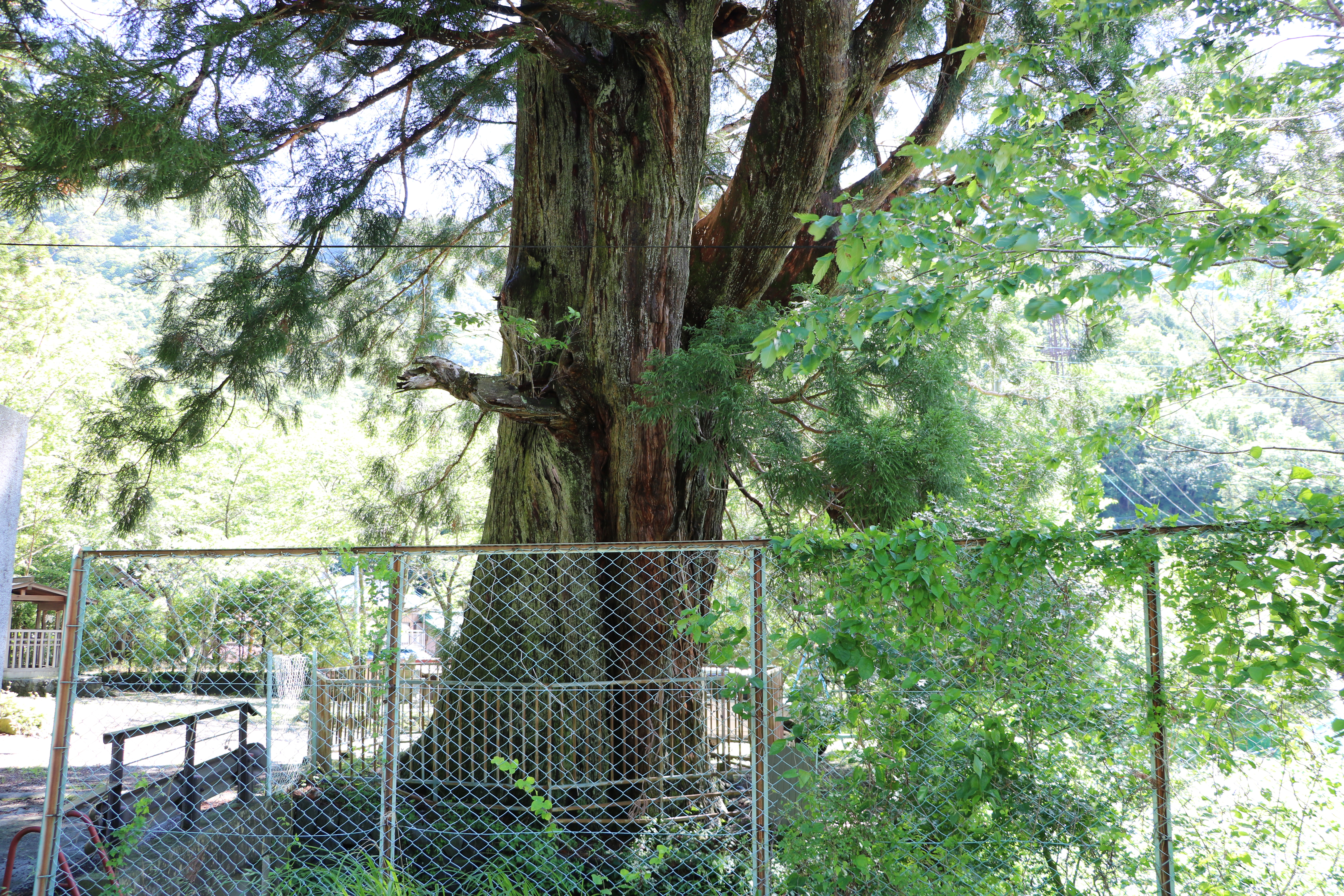
主幹西側。
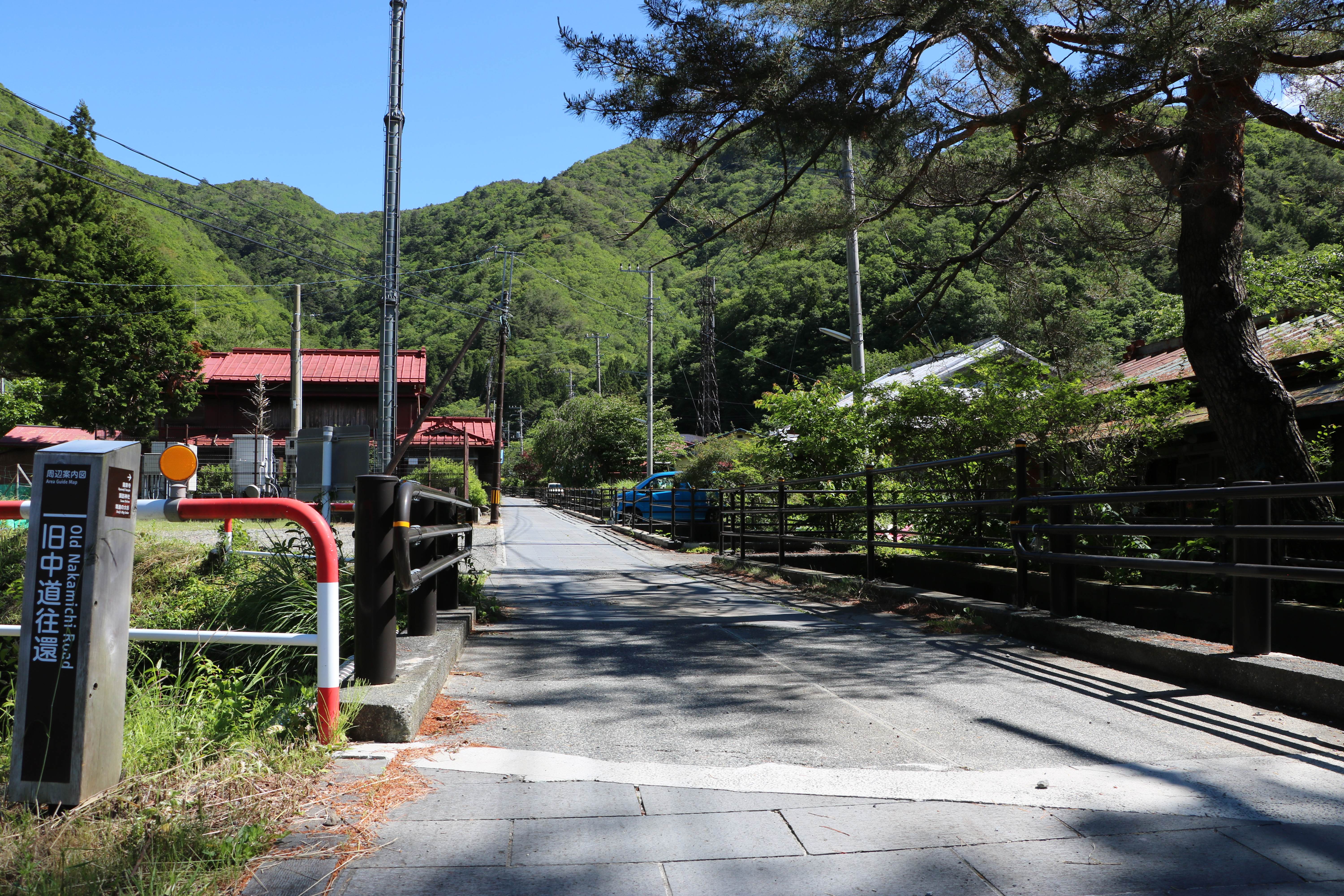
中道往還精進地区。正面は女坂峠。この先の左側に精進の大スギがある。

## 交通アクセス
所在地
- 山梨県南都留郡富士河口湖町精進84番地[2]。

交通
- 富士山麓電気鉄道河口湖線河口湖駅よりバス約30分[2]。
- 中央自動車道河口湖インターチェンジより車約30分[2]。